# Ciompi-Aufstand

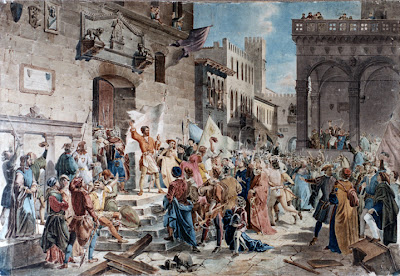
Il tumulto dei ciompi, Gemälde und moderne Interpretation von Giuseppe Lorenzo Gatteri (1829–1844)

Der Ciompi-Aufstand (italienische Aussprache: [ˈtʃom.pi]) war eine kurze erfolgreiche Erhebung der rechtlosen Unterklasse (popolo minuto) von Florenz in den Sommermonaten des Jahres 1378. Der Aufstand begann im Juni und dauerte bis Ende August an. In ihm spielten die Ciompi, die Florentiner Arbeiter in der Kleidungsindustrie, eine bedeutende Rolle. Sie waren Träger des Aufstands.

## Historischer Kontext, Vorbedingungen
Der Ciompi-Aufstand war nicht der erste und nicht der letzte Versuch nach der Pestepidemie 1347–1353 (Schwarzer Tod), die Lebensbedingungen der rechtlosen Bevölkerungsteile zu verbessern. Andere Aufstände – die von Kirche und Adel durchweg als gegen den göttlichen Willen gerichtet verketzert wurden – waren etwa die Jacquerie in Frankreich (1358) und Jack Cades Erhebung in England (1450).
Die Angehörigen des popolo minuto hatten keine Bürgerrechte und konnten sich nicht in einer Gilde organisieren. Sie waren in Teilen, wie etwa die Wollkämmer, aber auch die Gemüse- und Geschirrverkäufer, so radikalisiert, dass sie sich beständig der kontrollierenden Macht zu widersetzen versuchten, die in der Gilde Arte della Lana der etablierten Textilproduzenten zusammengefasst war. Die Textilproduktion stellte den wirtschaftlichen Motor des Florentiner Reichtums dar.
Die Ciompi waren als ungelernte Arbeiter für das Waschen, Kämmen und Fetten der Wolle zuständig. Ciampo war eine abwertende Bezeichnung für einen schmutzigen und schlecht gekleideten Menschen. Sie hatten den niedrigsten sozialen Status und unterlagen harten Körperstrafen.

## Verlauf

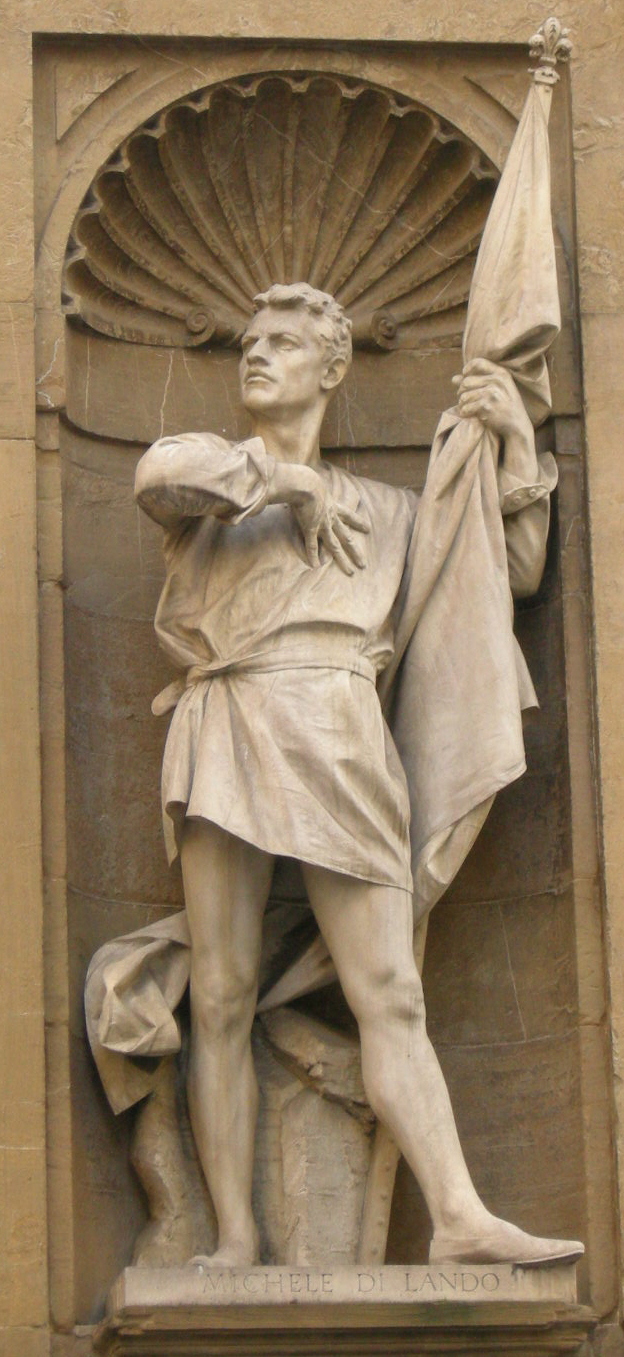
Statue Michele di Lando an der Loggia del Mercato Nuovo in Florenz

Ein typischer Streit unter den Fraktionen innerhalb der Grandi entzündete den Aufstand. Mitglieder der unteren Schichten nahmen im Juli ihr Schicksal in die eigene Hand; sie brachten eine Reihe von Petitionen vor die Signoria, die städtische Regierung, in denen sie eine gerechtere Steuerpolitik forderten sowie das wertvolle Recht, sich selbst in Gilden organisieren zu dürfen. Am 22. Juli übernahmen sie gewaltsam die Regierung, setzten den Wollkämmer Michele di Lando als Gonfaloniere ein und hissten ihr Banner auf dem Palazzo della Signoria.
Die Revolutionäre wurden von radikalen Mitgliedern der machtlosen kleineren Gilden, den arti minori, unterstützt. Sie weiteten die Privilegien der Gilden auf die Ciompi aus, so dass zum ersten Mal in Europa alle sozialen Schichten an der Regierung beteiligt waren. Die Revolte brachte der Stadt für kurze Zeit einen bis dahin nicht erreichten Grad an Demokratie.
Innerhalb weniger Wochen jedoch waren die Ciompi von ihrer neuen Regierung enttäuscht, als es dieser nicht gelang, ihre utopischen Forderungen umzusetzen, und Interessenkonflikte zwischen den kleinen Gilden und den Ciompi offensichtlich wurden. Am 31. August wurde eine große Gruppe von Ciompi, die sich auf der Piazza della Signoria versammelt hatte, ohne Mühe von den vereinten Kräften der großen und kleinen Gilden verjagt. Die Revolte war zu Ende. Die junge Gilde der Ciompi wurde aufgelöst. Viele Ciompi wurden verhaftet, auch getötet. Viele weitere mussten die Stadt verlassen. Die alte Ordnung wurde danach wieder hergestellt.

## Rezeption
Niccolò Machiavelli zeichnete in seiner Geschichte von Florenz (1525) die Revolte mittels einer Reihe von erfundenen Debatten und Reden nach, welche die Positionen ihrer Protagonisten reflektierten, wie sie vom Standpunkt eines Befürworters der Staatsräson und einer freien Republik aus gesehen wurden.
Die Beschäftigung mit dem Ciompi-Aufstand gab häufig Anlass, ihn mit modernen Konflikten sozialer und wirtschaftlicher Art zu vergleichen. In der Zeit des Kalten Krieges gab es eine Kontroverse zwischen „bürgerlichen“ und „marxistisch-orientierten“ Historikern, ob der Aufstand der Ciompi als protoproletarische Revolutionsbewegung begriffen werden könnte.
Hidetoshi Hoshino bezeichnete den Ciompi-Aufstand als einen „gescheiterten Zunftkampf“.